# Rubus austroslovacus
Rubus austroslovacus — вид квіткових рослин з родини трояндових (Rosaceae). Ареал: сх. Франція, Австрія, Німеччина, Польща, Словаччина, Чехія, Угорщина, можливо, Україна.
Споріднений з R. montanus, від якого він відрізняється довгасто-еліптичними, неправильно зазубреними кінцевими листовими листочками та вужчими суцвіттями.
Зазвичай росте в придорожніх заростях і на узліссях широколистяних лісів.